# Ilija Trojanow
Ilija Trojanow (Sofia, 23 agosto 1965) è uno scrittore, traduttore e editore bulgaro.
Il suo libro più noto è Il collezionista di mondi, primo suo romanzo tradotto in italiano e pubblicato in Italia dall'editore Ponte alle Grazie nel 2007.

## Biografia
Nato in Bulgaria il 23 agosto 1965, cresce in Kenya, poiché la famiglia fugge dalla Bulgaria comunista nel 1971.

## Vita privata
Ha vissuto anche a Mumbai da dove ha viaggiato per l'India. Dal 2003 vive a Città del Capo, in Sudafrica.

## Filmografia

### Regista
- Vorwärts und nie vergessen - Ballade über bulgarische Helden - film TV (2007)

### Soggetto
- Svetăt e goljam i spasenie debne otvsjakăde, regia di Stefan Komandarev (2008)

## Riconoscimenti (parziale)
- Bulgarian Film Academy Awards
  - 2009 - Candidatura alla migliore sceneggiatura per Svetăt e goljam i spasenie debne otvsjakăde (condiviso con Yurii Dachev, Stephan Komandarev e Dusan Milic)